# افراین سانچس
افراین سانچس (اسپانیایی: Efraín Sánchez‎; ۲۶ فوریهٔ ۱۹۲۶ – ۱۶ ژانویهٔ ۲۰۲۰) بازیکن و مربی فوتبال اهل کلمبیا بود.
از باشگاه‌هایی که در آن بازی کرده‌است می‌توان به باشگاه ورزشی سن لورنسو آلماگرو، باشگاه فوتبال آمریکا ده کالی، باشگاه فوتبال سانتا فه، باشگاه فوتبال میلوناریوس، باشگاه فوتبال اطلس، باشگاه فوتبال ایندپندینته مدئین، باشگاه ورزشی اتلتیکو جونیور، باشگاه فوتبال اونس کالداس، و باشگاه ورزشی دیپورتیوو کالی اشاره کرد.
وی همچنین در تیم ملی فوتبال کلمبیا بازی کرده‌است.